# Super Mario 3D All-Stars
Super Mario 3D All-Stars (スーパーマリオ 3D オールスター, Sūpā Mario 3D Korekushon) est une compilation de trois jeux de la série principale Super Mario en 3D, soit Super Mario 64, Super Mario Sunshine et Super Mario Galaxy accompagnée de leur bande son originale (BO) sortie le 18 septembre 2020 et commercialisée jusqu'au 31 mars 2021 sur Nintendo Switch. La compilation a été annoncée le 3 septembre 2020 pour le trente-cinquième anniversaire de la franchise.

## Contenu
Super Mario 3D All-Stars est une compilation de trois jeux en trois dimensions de la série Super Mario, soit Super Mario 64, Super Mario Sunshine et Super Mario Galaxy. La compilation propose également la bande sonore originale de ces jeux.

## Changements apportés aux jeux
Le jeu bénéficie de plusieurs améliorations techniques, mais il ne s'agit pas d'un remaster. Les jeux s'affichent dans une plus grande résolution et, mis à part Super Mario 64, dans un format 16/9. Super Mario 64 s'affiche dans une résolution 720p en mode portable et en mode docké, tandis que Super Mario Sunshine et Super Mario Galaxy s'affichent en 720p en mode portable et en 1080p en mode docké. Super Mario 64 ajoute pour la première fois la vibration en dehors du Japon.

## Accueil

### Ventes
Super Mario 3D All-Stars s'est écoulé à près de 5,21 millions d'exemplaires dans le monde durant ses 13 premiers jours de commercialisation, comme l'a annoncé son éditeur Nintendo (chiffres arrêtés au 30 septembre 2020).
Au 31 décembre 2021, la collection a dépassé les 9,07 millions d'exemplaires distribués dans le monde.

## Postérité
Le 4 juin 2025, Super Mario 3D All-Stars reçoit une mise à jour afin d'assurer sa compatibilité avec la Nintendo Switch 2.